# Alain Geiger
Alain Geiger (Sion, 1960. november 5. –) svájci válogatott labdarúgó, edző.
A svájci válogatott tagjaként részt vett az 1994-es világbajnokságon és az 1996-os Európa-bajnokságon.

## Sikerei, díjai

### Játékosként
Sion
- Svájci bajnok (1): 1991–92
- Svájci kupa (2): 1979–80, 1990–91

Servette
- Svájci bajnok (1): 1984–85
- Svájci kupa (1): 1983–84

Neuchâtel Xamax
- Svájci bajnok (2): 1986–87, 1987–88

### Edzőként
Grasshoppers
- Svájci kupadöntős (1): 2003–04

ES Sétif
- Algériai bajnok (1): 2011–12